# Barberiusz
Barberiusz – polski herb szlachecki, z indygenatu.

## Opis herbu
Opis zgodnie z klasycznymi regułami blazonowania:
W polu błękitnym podkowa złota z zaćwieczonym takimż krzyżem kawalerskim między trzema takimiż gwiazdami (2 nad 1). 
Klejnot: Chart srebrny z obrożą złotą, wspięty. 
Labry błękitne, podbite złotem.

## Najwcześniejsze wzmianki
Zatwierdzony Wilhelmowi Barberiusowi w roku 1607.

## Herbowni
Barberiusz-Barberius.